# Suninsalmi
Suninsalmi är ett sund i Finland. Det ligger i landskapet Egentliga Finland, i den sydvästra delen av landet, 140 km väster om huvudstaden Helsingfors.
Suninsalmi ligger mellan Harvaluoto i nordöst, Kirjalaön i väster och Lielaxön i söder. Sundet binder samman Kaitvesi i norr med Pemarfjärden i öster.